# قتل‌های نوا اسکوشیا
قتل‌های نوا اسکوشیا (انگلیسی: Nova Scotia killings) طی سیزده ساعت در روزهای ۱۸ و ۱۹ آوریل ۲۰۲۰ یک رخداد قتل مسلحانه در مناطق مختلف استان نوا اسکوشیای کانادا رخ داد و گابریل وورتمن ۵۱ ساله اقدام به کشتن ۲۲ تن کرد و به سمت ۵ ساختمان آتش گشود. سپس توسط پلیس سوار کانادا مورد حمله قرار گرفت و کشته شد. این خونبارترین حمله مسلحانه در تاریخ کانادا است.